# Enrico Van Lint
Enrico Van Lint (Pisa, 1808 – Pisa, 1884) è stato un fotografo italiano.

## Biografia
Fu uno dei protagonisti della collotipia in Italia, esponente di spicco tanto che prima di adottare i procedimenti al collodio praticò anche la calotipia sull'esempio di Fox Talbot subendone gli influssi e favorendone lo studio con molti aggiornamenti per studiarne in tempo reale le variazioni.
Nel 1853, quando si diffuse il procedimento di Bialotti, lui lo adottò. Ebbe un importante atelier fotografico a Pisa, molto amato nella sua città.
Nel 2014 venne realizzata una retrospettiva con molti dei suoi lavori al Museo della Grafica e nel 2004 gli dedicarono una monografia dove vennero riprodotti proprio i suoi celebri e numerosi calotipi (tra il 1850 e il 1853 ne realizza oltre trecento) che ritocca a volte con punte di colore.